# Musée de la Banque nationale de Belgique
Pour les articles homonymes, voir Musée de la Banque.
Le musée de la Banque nationale de Belgique est un musée situé à Bruxelles et appartenant à la Banque nationale de Belgique. Le musée présente au public un aperçu global de l'histoire de la monnaie de Belgique et du reste du monde depuis la pratique du troc jusqu'à l'utilisation actuelle des pièces et billets en euro. Les rôles et tâches de la Banque nationale de Belgique y sont largement explicités.

## Historique
La Banque nationale abrite un musée depuis 1982. Situé à Bruxelles, rue du Bois Sauvage jusqu’en 2013, il a temporairement déménagé au boulevard de Berlaimont pour faire peau neuve dans un nouvel espace en 2018, rue Montagne aux Herbes potagères.

## La collection
La collection du musée contient des objets qui illustrent la vie financière, économique et monétaire : billets de banque, monnaie, dessins, peintures, mobilier bancaire, instruments de mesure, balances, archives, photographies… Ces collections forment un tout remarquable et unique qui peut être utilisé par des chercheurs, musées ou encore organisateurs d’expositions.

### Monnaies marchandises
Cette collection comprend plus de 300 objets appelés « monnaies marchandises » car ils étaient utilisés comme moyen de paiement ou d’échange, que ce soit pour les paiements courants ou pour des transactions exceptionnelles (dot de mariage, cérémonies, …). Leurs formes sont très diverses (produits naturels, objets d’artisanat…) et proviennent du monde entier. Une partie de cette collection est exposée au musée mais l’ensemble de la collection est consultable en ligne.

### Documents iconographiques
Le musée possède une riche collection de documents iconographiques concernant aussi bien la numismatique et l’histoire économique et financière ainsi que de nombreuses cartes, plans et vues des principales villes de Belgique. Différents médias sont représentés : peintures anciennes, dessins, gravures, tapisseries et photographies. La collection comprend également toute une série de projets de billet de banque dont une partie est exposée dans le musée.

### Médailles
De nombreuses médailles viennent compléter les collections du musée de la banque. Elles sont généralement réalisées en commémoration d’une personne ou d’un événement.

### Pièces de monnaie
La collection de pièces de monnaie du musée de la Banque nationale couvre plus de 2500 ans : les plus anciennes datent du règne de Crésus (560-547 avant J.-C.), dernier roi de Lydie, en Asie Mineure; les plus récentes sont les pièces commémoratives en euro. Outre une série de pièces qui illustrent l’évolution de la monnaie à travers les âges, la collection est constituée essentiellement de monnaies utilisées sur le territoire belge. Les plus remarquables sont exposées au musée.

### Billets
Les billets constituent la partie la plus importante de la collection numismatique. Plus de 24 000 coupures témoignent de l’évolution monétaire et économique en général. Essentiellement belges, les billets proviennent également du monde entier. Une collection particulière, celles des billets de nécessité émis lors de la Première Guerre mondiale, est consultable en ligne.

## Le parcours
Un premier circuit aborde les missions et activités d’une banque centrale à travers une scénographie qui se veut très interactive. Grâce à son audioguide, le visiteur peut ainsi tantôt en apprendre un peu plus sur l’émission des pièces et des billets par la Banque nationale, tantôt tester ses connaissances sur l’Eurosystème ou encore être amené à contrôler le niveau d’inflation.
Le second circuit retrace l’évolution des moyens de paiement et fait la part belle aux collections historiques du musée. Monnaies marchandises, anciens objets de change, pièces et billets d’une autre époque se côtoient ainsi dans une fresque chronologique qui fera voyager le visiteur dans le temps et à travers le monde.
Enfin, le dernier circuit regroupe une série d’objets se raccrochant à la thématique de l’argent ; il démontre ainsi à quel point celle-ci est présente dans notre quotidien.

## Le bâtiment[3]
Le bâtiment hébergeant actuellement le musée de la Banque nationale de Belgique a été construit de 1872 à 1874 pour l’Union du Crédit (rebaptisée en 1901 Union du Crédit de Bruxelles), banque fondée en 1848 par le banquier Jonathan Bischoffsheim. Le quartier, implanté à proximité des boulevards animés de la ville, venait d’être assaini et connaissait une renaissance commerciale.
Après une longue période d’activité en tant que banque indépendante, l’Union du Crédit de Bruxelles fut reprise en 1969 par la United California Bank, qui y installa une filiale. En 1979, la Banque nationale de Belgique acheta à son tour l’immeuble, ainsi que plusieurs bâtiments dans les environs immédiats, pour étendre son siège central. La Fondation Roi Baudouin put en disposer temporairement. En 1984, différents éléments du bâtiment furent classés. De vastes travaux de restauration furent entrepris de 2004 à 2009.

### Une création bruxelloise
L’édifice a été conçu par l’architecte bruxellois Désiré De Keyser (1823-1897). Ce dernier participa aux grands bouleversements urbanistiques qui transformèrent Bruxelles sous les bourgmestres Jules Anspach et Charles Buls. Il dessina notamment les plans de la Grande synagogue qui se dresse au 32, rue de la Régence. De Keyser opta pour une architecture bancaire typique de la fin du XIXe siècle, reflétant autorité et prestige. La lumière abondante et les espaces imposants devaient montrer la puissance de l’institution et mettre en confiance les clients. Le style du bâtiment est éclectique, mêlant des éléments empruntés à différents styles ou époques. La conception générale est classique, mais des techniques de construction modernes font déjà leur apparition et se traduisent par la présence d’armatures en métal au niveau des coupoles. Ces techniques se développeront ultérieurement vers le style Art Nouveau qui connaîtra son apogée à l’aube du XXe siècle. L’influence néogothique s’exprime quant à elle dans les sculptures décoratives représentant des motifs végétaux, des diablotins grimaçants, des visages de dames ou de jeunes gens. Ce style décoratif connut au milieu du XIXe siècle un essor particulier en Belgique. Les sculptures ont été réalisées par le décorateur français Georges Houtstont (1832-1912). Ce dernier collabora à de nombreux autres projets à Bruxelles, tels que la Colonne du Congrès, le Conservatoire royal et l’hôtel du gouverneur de la Banque nationale.

### Restauration
Avant la restauration du bâtiment, il ne subsistait pas grand-chose du projet initial. Diverses adaptations au cours des décennies en avaient modifié le caractère. De plus, la mérule avait causé de grands dommages. La restauration s’effectua sous la surveillance de la Commission royale des Monuments et des Sites, qui avait classé le grand hall et la salle des guichets avec leurs verrières, ainsi que le couloir d’entrée et la cage d’escalier en raison de leur caractère unique. L’on opta, dans la mesure du possible, pour le retour à l’état originel, chaque fois que des indices concrets suffisamment précis permettaient d’en reconstituer l’aspect. Il en résulta une intense restauration des principales composantes de l’immeuble, des fondations à la toiture, en passant par les sols, les murs, les menuiseries, les ferronneries, les sculptures et les verrières. À titre d’exemple, la plupart des sculptures ayant été perdues ou très abîmées, des répliques ont été réalisées sur base de photos et d’anciennes esquisses, en faisant appel à des techniques artisanales traditionnelles. La couleur actuelle des murs est un beige correspondant à la couleur d’origine, retrouvée sous sept couches de peinture successives.

### Coffres
Les coffres implantés dans les caves constituent un patrimoine bancaire unique et intéressant. Deux chambres fortes, sécurisées de plusieurs manières ingénieuses, ont en effet été entièrement restaurées à l’originel. Des coffres particuliers couvrent trois faces de chacune des chambres fortes.